# Paolo Baratta (pittore)
Paolo Baratta (Ghiare di Noceto, 14 agosto 1874 – Parma, 9 gennaio 1940) è stato un pittore italiano.

## Biografia
Allievo a Parma del pittore Cecrope Barilli presso il Regio Istituto d'Arte, completò la sua formazione artistica a Roma; dal 1911 fu docente presso l'Accademia Parmense di Belle Arti, dove occupò la cattedra che fu del suo primo maestro, e avendo come allievi, tra gli altri, il pittore Luigi Carpi.
Fu anche consigliere e assessore comunale a Parma, dove si impegnò nella protezione del patrimonio artistico e monumentale minacciato dai progetti di rinnovamento e risanamento dell'amministrazione civica; nella sua opera di difesa delle beccherie della Ghiaia realizzate dall'architetto Bettoli (poi comunque abbattute) coinvolse anche il poeta Gabriele D'Annunzio.
A soli 15 anni aveva già sviluppato un'eccezionale capacità di disegnare. Nel 1892 vinse all'Istituto d'Arte il primo premio del concorso speciale di figura ed espose a Genova il dipinto "Povera mamma", mentre l'anno seguente espose a Parma "Visita al convento", "Orfani", "Approfittando" e "L'attesa".
Nel 1896 concorse al pensionato romano con il dipinto "So che tu credi" e vinse la borsa di studio per frequentare l'Accademia libera del nudo di Roma.
Qui frequentò anche lo studio di Ludovico Seitz, entrando in contatto con i pittori Luigi Serra, Cesare Maccari e Giulio Aristide Sartorio, nonché con il movimento dei Nazareni di cui Seitz faceva parte. Rientrò a Parma nel 1899.
Nel 1911, scomparso il maestro Cecrope Barilli, vinse il concorso per la sua sostituzione e occupò la cattedra per 35 anni, collaborando nel 1913 alla decorazione del palazzo delle Poste di Parma. Nel 1925 affrescò con l'allegoria del Commercio la fascia di coronamento delle facciate dell'ex palazzo della Camera di commercio.
È stato presidente dell'Accademia delle Belle Arti di Parma, dove ebbe come allievo Luigi Carpi.
I suoi dipinti sono conservati nelle collezioni private degli eredi, nella Galleria Nazionale, nella Pinacoteca Stuard e in diverse chiese (dei Cappuccini, di Sant'Alessandro) di Parma; i suoi affreschi si trovano nell'oratorio delle Missioni, nel conservatorio delle Maestre Luigine, nelle chiese di San Leonardo e San Quintino, nel Palazzo delle Poste di Parma (allegorie della Musica, dell'Agricoltura, del Lavoro e del Commercio) e a Padova, nella Basilica del Santo.
La città di Parma gli ha intitolato nel 1954 una strada laterale di via Savani.